# Newtsuit

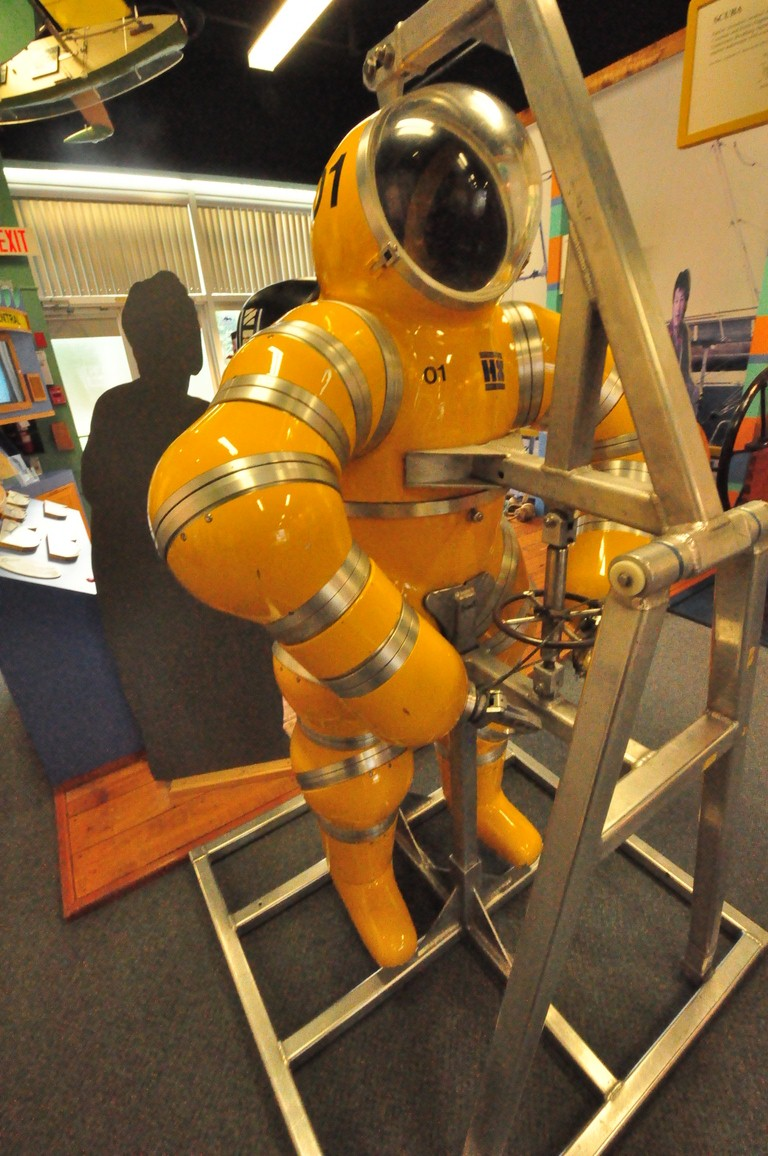
Le Newtsuit est entièrement articulé, avec des joints rotatifs, ce qui lui permet une grande mobilité, y compris quand il est soumis à de fortes pressions.

Le Newtsuit est un système de plongée atmosphérique, conçu et construit à l'origine par 
Phil Nuytten.

## Conception
Cette combinaison est utilisée pour des travaux au fond des océans, tels que la maintenance de puits de forage ou de pipelines, des opérations de sauvetage de sous-marins ou des opérations photographiques. Il est en service dans la plupart des marines du monde.
Sa structure en aluminium aux joints rotatifs sur les bras et les jambes donne une bonne mobilité au scaphandrier. Les joints fonctionnent sous de hautes pressions. Lors de sa construction, cette combinaison était la seule à posséder cette capacité. L'opérateur peut se saisir d'objets ou utiliser des outils grâce aux pinces présentes au bout des bras. Cette combinaison est homologuée pour une pression de 300 mètres sous l'eau, mais a été testée pour 900.
La combinaison fonctionne de manière autonome, grâce à un système de propulsion qui peut y être installé et qui lui donne une mobilité en eaux moyennes[pas clair] La Newtsuit navigue alors grâce à un système de contrôle installé dans les pieds de la combinaison. Le pied gauche donne le contrôle vertical, le droit le contrôle latéral. D'autres équipements peuvent être rajoutés comme une double caméra vidéo, un sonar à affichage couleur et un moniteur système AMS  permettant de transmettre à la surface des informations telles que les teneurs en CO2, HPO[Quoi ?] et O2% du lieu, la profondeur, la température et la pression interne à la combinaison.
La communication avec le point de départ se fait via un système vocal et par transmission de données numériques. La transmission est réalisée hydrophoniquement ou par cordon ombilical.

## Spécifications
- Dimensions : 162 – 193 cm
- Portée : 76 cm
- Masse : 275 kg à 378 kg[3]
- Masse dans l’eau : -2 à -4 kg en flying mode[3]
- Coque : aluminium moulé A356[3]
- Propulsion : deux packs de propulsion (constant, avec correction du tangage)[3],[5]
- Profondeur d'opération : 305 m[3] (testé à 900 m[4])
- Énergie : deux moteurs électriques 400 Hz, alimentés depuis le navire de surface par un câble, 5 heures sur batterie de secours
- Équipements de survie : système de respiration en circuit fermé (autonomie de 48 heures) avec ventilation du CO2, et système de secours[3],[1].

## Équipement d'urgence
Dans le cas d'une urgence, la combinaison peut être équipée comme il suit : 
- Coupe sangle
- Balise de localisation sous-marine 37.5 kHz
- Ballast largable
- stroboscope au Xénon
- Signal radio

## Exosuit
La nouvelle génération de ce type de combinaison est un exosquelette nommé Exosuit, également conçu par Phil Nuytten.